# Pacific Life Open 2008
Die Pacific Life Open 2008 waren ein Tennisturnier der WTA Tour 2008 für Damen und ein Tennisturnier der ATP Tour 2008 für Herren in Indian Wells, welche zeitgleich vom 10. bis 23. März 2008 in Indian Wells, Kalifornien stattfanden.

## Herrenturnier
→ Hauptartikel: Pacific Life Open 2008/Herren
→ Qualifikation: Pacific Life Open 2008/Herren/Qualifikation

## Damenturnier
→ Hauptartikel: Pacific Life Open 2008/Damen
→ Qualifikation: Pacific Life Open 2008/Damen/Qualifikation